# Hong Rengan
Hong Rengan (pinyin :: 洪仁玕 ; Hóng Réngān 18 de febrero de 1822 - 23 de noviembre de 1864) fue un importante líder de la Rebelión de Taiping .
Era un primo lejano del fundador y líder espiritual del movimiento, Hong Xiuquan. Su posición como el príncipe Gan (干 王) se asemejó al papel de un primer ministro . Durante los primeros años de la rebelión, Hong fue separado de la rebelión y tuvo que huir a Hong Kong , donde conoció al misionero sueco Theodore Hamberg y se convirtió al cristianismo.
Se hizo pasar por vendedor ambulante en su camino a Nankin
Sirvió como regente del joven Hong Tianguifu. Antes de ser ejecutado el 23 de noviembre mantuvo su lealtad al reino de Taiping.
Es una figura notable en la historia debido a las amplias reformas que se intentaron bajo su mandato y debido a su popularidad en Occidente.